# Fritz Pregl
Fritz Pregl (født 3. september 1869 i Ljubljana, død 13. december 1930 i Graz) var en østrigsk fysiker, kemiker og nobelprismodtager for sine vigtige bidrag til den kvantitative organiske mikroanalyse.
Fritz Pregl var søn af en slovensk far og en tysk mor og blev født i byen Laibach i Østrig-Ungarn i det nuværende Slovenien. Han døde i Graz i Østrig.
Pregl begyndte sin karriere som fysiker efter at have studeret medicin på Universitet i Graz. Med sit fokus på fysiologi og særligt fysisk fysiologi led han under den kvantitative organiske mikroanalyses begrænsninger. Det lykkedes ham at udskille en lille mængde ren galdesyre, hvilket førte ham til at forbedre elementaranalysen, så man kan bestemme et stofs sammensætning ud fra en meget lille mængde af stoffet. Pregl valgte ikke at holde sin metode hemmelig, og den vandt hurtig stor udbredelse blandt kemikere over hele verden.
Pregls opdagelse førte til, at han fik tildelt Nobelprisen i kemi i 1923.